# Powiat de Wysokie Mazowieckie
Le powiat de Wysokie Mazowieckie (en polonais : powiat wysokomazowiecki) est un powiat appartenant à la Voïvodie de Podlachie dans le nord-est de la Pologne.

## Division administrative
Le powiat comprend 10 communes :
- 1 commune urbaine : Wysokie Mazowieckie ;
- 6 communes rurales : Klukowo, Kobylin-Borzymy, Kulesze Kościelne, Nowe Piekuty, Sokoły et Wysokie Mazowieckie ;
- 3 communes mixtes : Ciechanowiec, Czyżew et Szepietowo